# Antropetalum brazzanum
Antropetalum brazzanum är en mångfotingart som beskrevs av Carl Graf Attems 1927. Antropetalum brazzanum ingår i släktet Antropetalum och familjen Schizopetalidae. Inga underarter finns listade i Catalogue of Life.